# 2017年ケニア国政選挙
2017年ケニア国政選挙では2017年8月8日に投票が行われたケニアの国政選挙および関連事項について記載する。

## 概要
2017年のケニアの国政選挙は独立してから12回目、民主化してから6回目にあたる。このときの大統領選挙では8人が大統領に立候補したが、現職大統領のウフル・ケニヤッタと元首相で野党側のライラ・オディンガが有力候補となっていた。投票は8月8日に行われたが、2013年の選挙から導入された新しいシステムでの集計作業中に混乱が発生した。投票翌日の8月9日、野党側は選挙結果の速報値がクラッキングにより操作されていると批判し、複数の地域で抗議行動が行われて死傷者が出る事態に発展した。だが、野党側から繰り返し抗議があったにもかかわらず、8月11日にケニヤッタ候補が過半数の票を獲得して再選したと発表された。ジュビリー党が勝利したのは大統領選だけではなく、上院選、下院選、カウンティ知事選でも単独与党となっていたものの、野党側は不正があったとして選挙結果を認めず、野党の勢力が強い地域では抗議行動が続くことになった。8月16日、オディンガ候補は大統領選挙の運営に多数の不備、不正があると厳しく批判し、司法を通じた不服申し立てを行うと発表、8月18日に実行した。9月1日、ケニアの最高裁判所は大統領選挙そのものを無効とし、ケニヤッタ候補の再選も無効とする判決を下した。この判決はアフリカ史上初めて司法判断により大統領選そのものを無効とした判例となり、世界的に報道されることになった。再選挙は10月26日に行われたが、野党候補のオディンガがボイコットしてケニヤッタ候補が再選した。野党側は再び選挙結果に異議を唱えたが、最高裁は11月20日に野党の申し立てを棄却しケニヤッタ大統領の再選が確定した。

## 背景

### 過去の選挙

オディンガの写真を掲げるオレンジ民主運動の支持者たち。2007年10月6日撮影。

ケニアでは過去にも国政選挙で暴動が発生したことがあった。2007年の選挙は第3代大統領ムワイ・キバキが出馬して再選したが、当時も野党候補として出馬していたオディンガおよびその支持層が集計段階での大規模な不正を疑い、全国の都市部などで暴動が発生した。この暴動ではキバキ大統領と同じキクユ人に対する殺傷・襲撃事件が多発し、またキクユ人が報復としてカレンジン人やルオ人を襲撃する事件も繰り返され、死者総数が最低1100人、国内避難民が最大65万人に達するケニア史上に前例のない規模の国内紛争（ケニア危機 (2007年-2008年)）となり、収束までに数ヶ月を要した。調停にあたり、キバキ大統領の再選自体は覆らなかったものの、落選したオディンガ候補は一時的に設置された首相に就任し、与野党が権力を分有する連立政権が成立して和解を目指す体制が整えられた。この紛争以降、ケニアでは地域および民族によって支持政党が異なる傾向がより顕著に表れるようになった。
2010年に新憲法が制定されて首相が廃止され、2011年に発足した独立選挙管理・選挙区画定委員会 (IEBC) の下で新憲法後初となる国政選挙が2013年に実施された。だが、この選挙でも新システムが導入された集計過程で混乱が生じるなど問題が発生した。2013年の選挙でもオディンガ候補ら野党側は選挙結果について不服申し立てを行ったが、最高裁はケニヤッタ候補の当選を承認した。野党側は紛争回避を最重視して司法判断を受け入れたものの、この判決には中立性を欠いているとの批判が複数あった。

### 各国からの関心
2013年選挙の混乱を受けて紛争後2回目となる2017年の選挙には過去最大規模の国外選挙監視団が集結することになり、米国のケリー前国務長官、イギリス連邦監視団の代表としてガーナ前大統領のジョン・マハマ、アフリカ連合監視団の代表として南アフリカ前大統領の元大統領タボ・ムベキなど各国の要人がケニアを訪れ、この選挙に対して国外から大きな関心が寄せられていることがうかがわれた。

### 二重の集計システム
ケニアの国政選挙では、2011年に制定された選挙法に基づき2013年の選挙から「統合電子的選挙システム」 (integrated electronic electoral system) が導入された。この新しいシステムは紙と電子媒体を使用した二重の集計システムになっていた。各投票所や集計所では専用の用紙に集計結果を記入すると、用紙をスキャンして手入力した集計値と共にサーバーへ送信し、用紙自体も係員によって届けられた。このシステムの導入によりIEBC本部に集計結果が早く届けられるようになったが、電子データの入力が係員の手作業であるなどの問題があり、運用時もスキャンやデータ送信時の不備を排除することができず、実際に2013年の選挙で試験導入された際には途中で紙媒体のみでの集計に切り替えられていた。

### IEBC幹部の殺害
選挙直前の7月29日、このシステムを担当するIEBC幹部クリス・ムサンドが殺害された。ムサンドは29日の早朝に同僚へメッセージを送ったのを最後に行方が分からなくなっていたが、同日に首都圏の都市キクユの森で発見された男女の遺体がムサンドとその友人女性であることが判明した。7月31日、IEBCはムサンドが殺害されたことを公表した。彼の遺体には片腕がなく、拷問を受けた可能性が疑われた。ムサンドは新しい集計システムにおいて電子システムの責任者を務めており、この殺人事件は後に選挙システムのハッキングと関連していると主張されることになった。

## 大統領候補
現職で第4代大統領のウフル・ケニヤッタは前回の2013年の選挙で2回目の出馬にして大統領に初当選しており、今回の選挙では副大統領候補として同じく現職のウィリアム・ルトを伴い、新党ジュビリー党の公認を得て出馬した。その一方で野党側は選挙直前になってではあるが野党候補を事実上1人に絞ることに成功していた。主要な野党勢力の大半が新組織NASAの傘下となり、その公認候補として元首相のライラ・オディンガが副大統領経験者のカロンゾ・ムシオカと共に出馬することになった。
ケニヤッタはケニアでの人口比が約17%で1位のキクユ人に属し、初代大統領ジョモ・ケニヤッタの息子で比較的豊かな旧中央州の出身だった。ルトは旧リフトバレー州の出身で、人口比約13%で3位のカレンジン人だった。一方、野党候補のオディンガは初代副大統領のジャラモギ・オギンガ・オディンガを父として開発が遅れている旧ニャンザ州で生まれ、人口比約10%で4位のルオ人に属していた。また、キバキ政権で副大統領を務めたムシオカは旧東部州の出身であり、人口比約10%で5位のカンバ人だった。

## 選挙結果
2017年8月の国政選挙では、ジュビリー党が与党の地位を維持する結果に終わった。大統領選挙ではケニヤッタ大統領が再選し、上院議員、下院議員、カウンティ知事選挙でもジュビリー党が単独で第一党となった。
| 候補者                                | 政党                 | 得票数    | 得票率 | 得票率25%以上のカウンティ |
| ------------------------------------- | -------------------- | --------- | ------ | ------------------------- |
| ウフル・ケニヤッタ                    | ジュビリー党         | 8,203,290 | 54.27% | 35                        |
| ライラ・オディンガ                    | オレンジ民主運動     | 6,762,224 | 44.74% | 29                        |
| ジョセフ・ニャガー                    | 無所属               | 42,259    | 0.28%  | 0                         |
| モハメド・ディーダ                    | リアル・チェンジ同盟 | 38,093    | 0.25%  | 0                         |
| ジョン・オウコット                    | ケニア第三の道同盟   | 27,311    | 0.18%  | 0                         |
| ジェイフェス・カルユ (Japheth Kaluyu) | 無所属               | 16,482    | 0.11%  | 0                         |
| マイケル・ムワウラ (Michael Mwaura)   | 無所属               | 13,257    | 0.09%  | 0                         |
| ジロンゴ                              | 連合民主党           | 11,705    | 0.08%  | 0                         |

| 政党         | 政党             | 上院議員 | 上院議員 | 上院議員 | 下院議員 | 下院議員 | 下院議員 | 下院議員 | 知事 |
| 政党         | 政党             | 選出     | 任命     | 合計     | 選出     | 女性     | 任命     | 合計     | 知事 |
| ------------ | ---------------- | -------- | -------- | -------- | -------- | -------- | -------- | -------- | ---- |
| ジュビリー党 | ジュビリー党     | 24       | 10       | 34       | 140      | 25       | 6        | 171      | 25   |
| NASA         | オレンジ民主運動 | 13       | 7        | 20       | 62       | 11       | 3        | 76       | 13   |
| NASA         | ワイパー民主運動 | 2        | 1        | 3        | 19       | 3        | 1        | 23       | 2    |
| NASA         | アマニ全国評議会 | 2        | 1        | 3        | 12       | 1        | 1        | 14       | 0    |
| NASA         | FORDケニア       | 1        | 0        | 1        | 11       | 1        | 1        | 13       | 2    |
| NASA         | マシナニ党       | 0        | 0        | 0        | 2        | 0        | 0        | 2        | 0    |
| NASA         | NASA合計         | 18       | 9        | 27       | 106      | 16       | 6        | 128      | 17   |
| その他       | その他           | 5        | 1        | 6        | 44       | 6        | 0        | 50       | 5    |
| 定数         | 定数             | 47       | 20       | 67       | 290      | 47       | 12       | 349      | 47   |

## 選挙後の経緯と反応

### 集計の経緯と批判
IEBCが公表していた速報値では、ケニヤッタ候補が約10%のリードを維持し続けていた。だが、選挙直前に複数実施された世論調査では、ケニヤッタ候補とオディンガ候補の支持率は約40%台で拮抗しており、オディンガ候補がわずかに優勢な調査もあった。オディンガ候補らNASA側は選挙当日の8日夜の時点でIEBC委員長らに速報を中止するよう要請したが、IEBCは混乱を招くとしてこの要請を受け入れなかった。オディンガらは翌日9日10時すぎに記者会見を行い、速報値はハッキングにより操作されたものだと主張しIEBCを批判した。彼らは各投票所・集計所の集計用紙が同時公開されておらず、速報値には根拠がないと主張した。加えて、投票直前に殺害されたシステム担当者のIDを使用したハッキングが行われ、大統領選でケニヤッタ候補が11%リードするよう速報値が操作されているのだと主張した。これに対し、IEBC委員長は速報値は「非公式」なものだと述べ、ハッキングについては調査中だと述べるにとどまった。
8月10日、NASAの党の1つANCのムサリア・ムダバディ党首は、IEBCの極秘情報源から獲得したデータを野党独自で集計したと述べ、その結果オディンガ候補が804万票、ケニヤッタ候補が770万票だったと主張してIEBCにオディンガ候補の当選を公表するよう求めた。8月11日午後、野党側が再度記者会見を開き、今回の選挙では司法を通じた不服申し立てをする予定はないと語った。アジア経済研究所の『IDEスクエア - 世界を見る眼』ではこの記者会見について、それまで支持者に静観するよう促していた野党がついに街頭行動を仄めかしたと説明している。だが、同日21時前、IEBCはケニヤッタ候補の再選を発表した。ケニヤッタ大統領は勝利演説を行ったが、野党側は不正だと主張して発表会場を後にした。
選挙結果が公表されてから5日目の8月16日、オディンガ側は選挙に多数の不備、不正があったとしてIEBCを厳しく批判し、司法を通じて選挙結果に対する不服申し立てを行うと発表した。このときNASA側は選挙の不備、不正として、公示にない投票所が票の捏造に使用されたこと、速報でケニヤッタ候補が常に約11%のリードを維持するという統計的に異常な推移がみられたこと、投票所レベルの集計用紙が一部公開されたのみで集計所の集計用紙が未だに公開されていないこと、IEBC幹部の殺害後に専用サーバーがハッキングを受けた痕跡があったことなどを挙げた。このすぐ後に各集計所の集計結果が公表されたが、『IDEスクエア - 世界を見る眼』によれば署名欄が空欄になっている、用紙にコピーされた形跡がある、各投票所の集計結果と一致しない、各投票所の集計用紙のうち約15%が未公開のままであるなど、多数の問題点があったという。

### 抗議行動と死傷者の発生
野党勢力の強い地域では抗議行動が発生した。オディンガらが記者会見を行った8月9日、会見直後にナイロビの低所得者向け住宅が立ち並ぶ地域で小規模な混乱が発生し、マザレでは警官の銃撃により2名が死亡した。また、オディンガ候補の出身州である旧ニャンザ州でも抗議行動が発生し、キシイでは治安担当官の発砲により1名が死亡した。ケニヤッタ大統領の再選が公表された8月11日以降も抗議行動は継続した。8月12日にはマザレで自宅バルコニーにいた10歳の少女が警察の発砲による流れ弾で死亡し、『ザ・スタンダード』や『ザ・スター』などの国内新聞によって大きく報道されるなど、野党勢力の強い地域では抗議行動に伴い死傷者が発生した。だが、このような混乱は野党支持地域である旧ニャンザ州、旧西部州、旧コースト州などに限られており、与党の強い旧中央州や旧リフトバレー州など他の地域にまで拡大することはなかった。

### 不服申し立て
8月18日、オディンガ候補は最高裁に対して選挙結果の不服申し立てを行った。オディンガ候補とムシオカ候補の連盟で提出された文書では、前述の投票における問題点に加え、大臣3名がケニヤッタ候補を応援するキャンペーンを行いその費用を公費で賄う選挙法違反を犯したなど、投票以前でも不正があったと主張した。これに対し、ケニヤッタ候補の弁護団は不正を否定し、選挙を無効にするほどのミスはなかったと主張した。また、IEBCもハッキングを否定するなどして不服申し立ては無効だと主張した。
申し立て提出後のNASA側は抗議運動の準備を支持者に呼びかけるなど、司法による解決には大して期待していない様子だった。一方、与党側は最高裁が判決を下す以前の8月31日に国会を開会した。不服申し立ての判決の最終期限は9月8日であり、それ以前に国会を開会したことで野党は強く反発した。9月1日、最高裁は大統領選挙そのものを無効とし、ケニヤッタ候補の再選も無効とする判決を下した。この判決はアフリカ史上初めて司法判断により大統領選そのものを無効とした判例となり、国内だけでなく『CNN』や『BBC』などの国際メディアでも驚くべき判決として報じられた。

### 再選挙
最高裁は9月1日の判決で60日以内の再選挙を命じた。だが、オディンガ候補は再選挙までにIEBCの改革が間に合わないとして立候補を取りやめると宣言した。野党側はこれにより大統領候補の指名から選挙をやり直すことになり、IEBCの改革に割く時間が確保できると主張していた。しかし、IEBCは予定どおりに10月26日に選挙を実施することにし、オディンガは前日に投票不参加を呼び掛け抵抗運動の継続を宣言した。一部の地域では大雨により投票が28日に延期され、またケニア西部では治安上の問題から投票が延期され、26日から暴動が続き死者も発生する事態となった。結局、有権者の投票率は4割に満たなかったもののケニヤッタ候補が9割を超える得票率で再選した。野党側は再び選挙結果に異議を唱えたが、最高裁は11月20日に野党の申し立てを棄却しケニヤッタ大統領の再選が確定することになった。